# Rellotge radiocontrolat

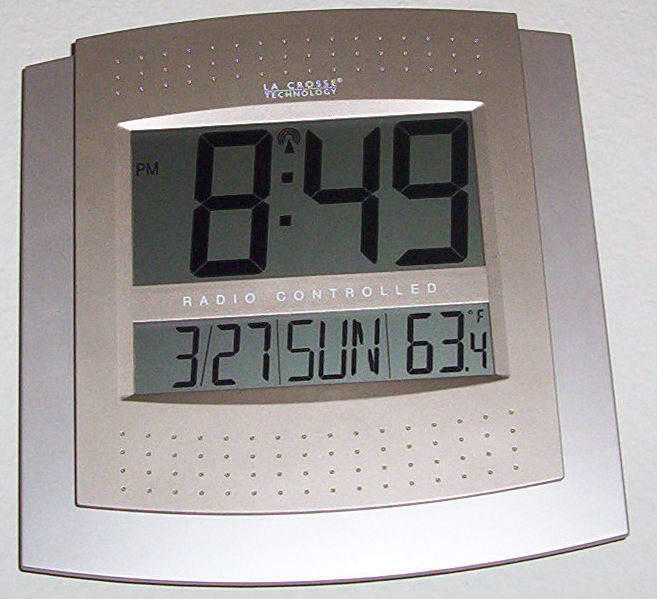
Un radio-rellotge.

Un radiorellotge és un rellotge que es posa en hora mitjançant un senyal de ràdio. Els senyals de ràdio són enviats per un transmissor que està connectat a un rellotge estàndard de temps, en general un rellotge atòmic. Els radiorellotges poden ser tant digitals com analògics, segons ens mostrin l'hora amb dígits o amb busques. Un radiorellotge porta una petita antena de ferrita per rebre el senyal de ràdio i un circuit elèctric per traduir el senyal en temps i mostrar-lo. La majoria dels radiorellotges utilitzen els senyals de ràdio que envien les estacions terrestres de baixa freqüència (LF), dins la banda d'ona llarga. A Europa hi ha el DCF77, un transmissor de senyal de temps patró. Avui en dia, cada cop més dispositius utilitzen per a sincronitzar-se el codi de temps de les emissions GPS.

## Vegeu també

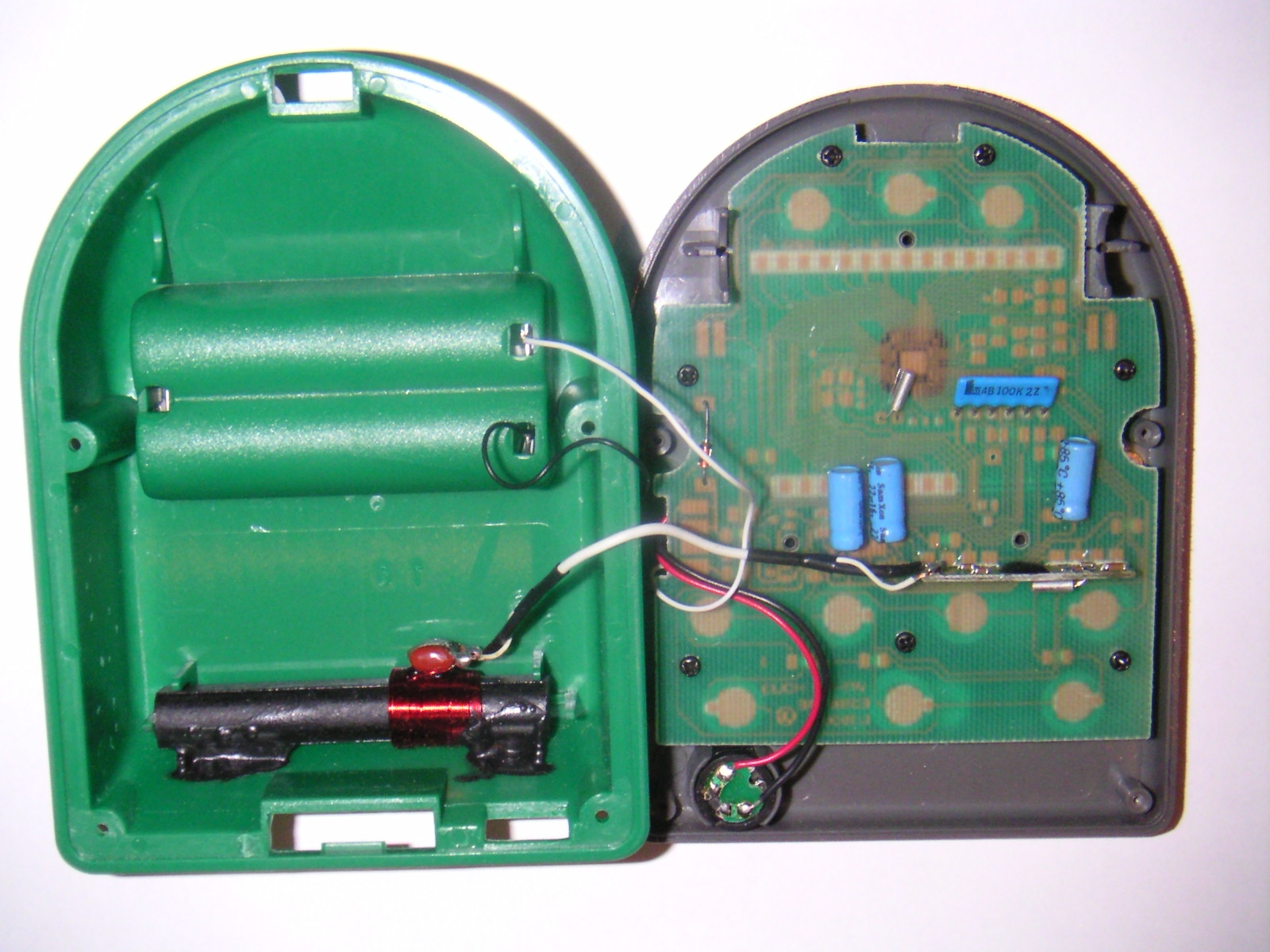
L'interior d'un radiorellotge (ferrita a la part superior dreta)
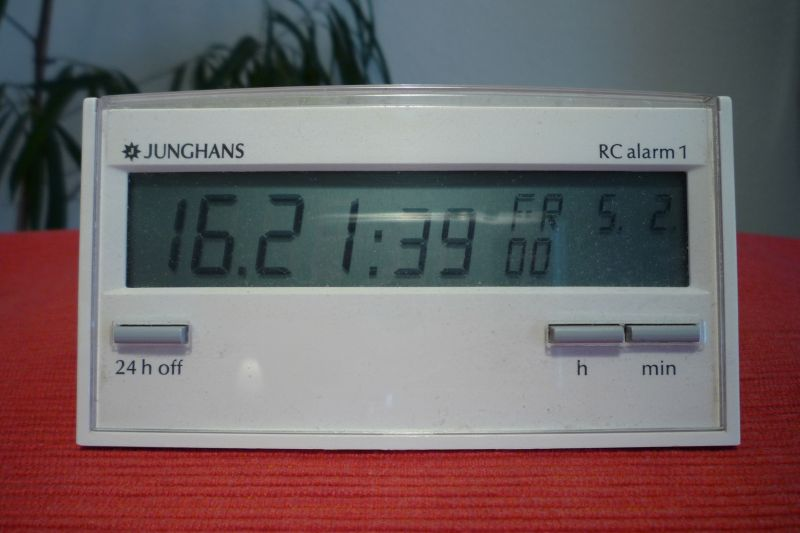
Junghans RC 1 amb alarma, un dels primers rellotges per a usuari final (preu 149 marcs alemanys - el 1988)
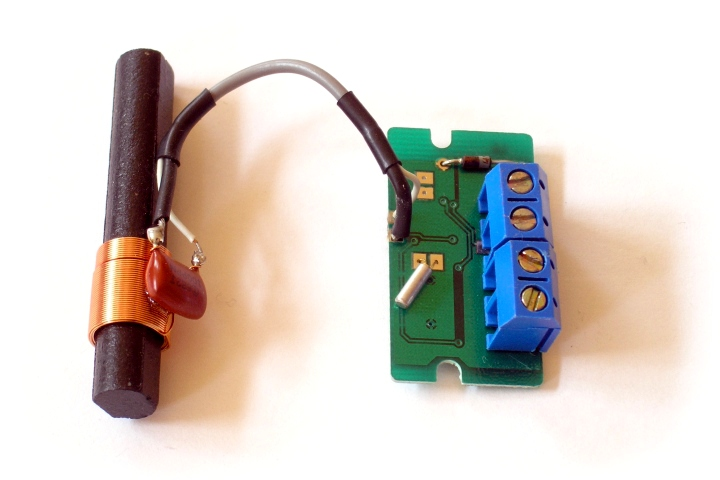
Receptor de senyal horari d'ona llarga.
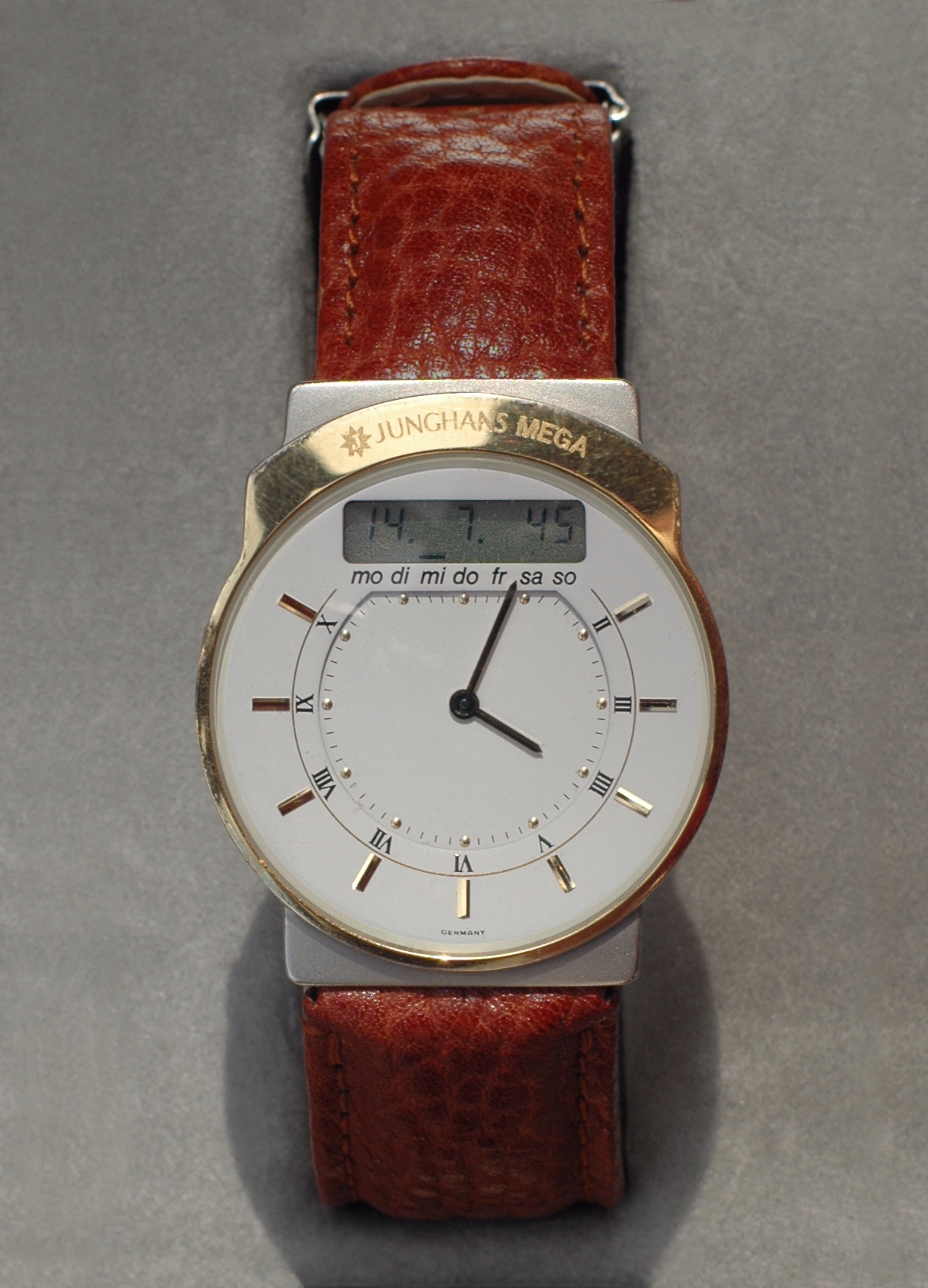
Junghans 1r radio-rellotge de canell del món, Mega (model analògic).
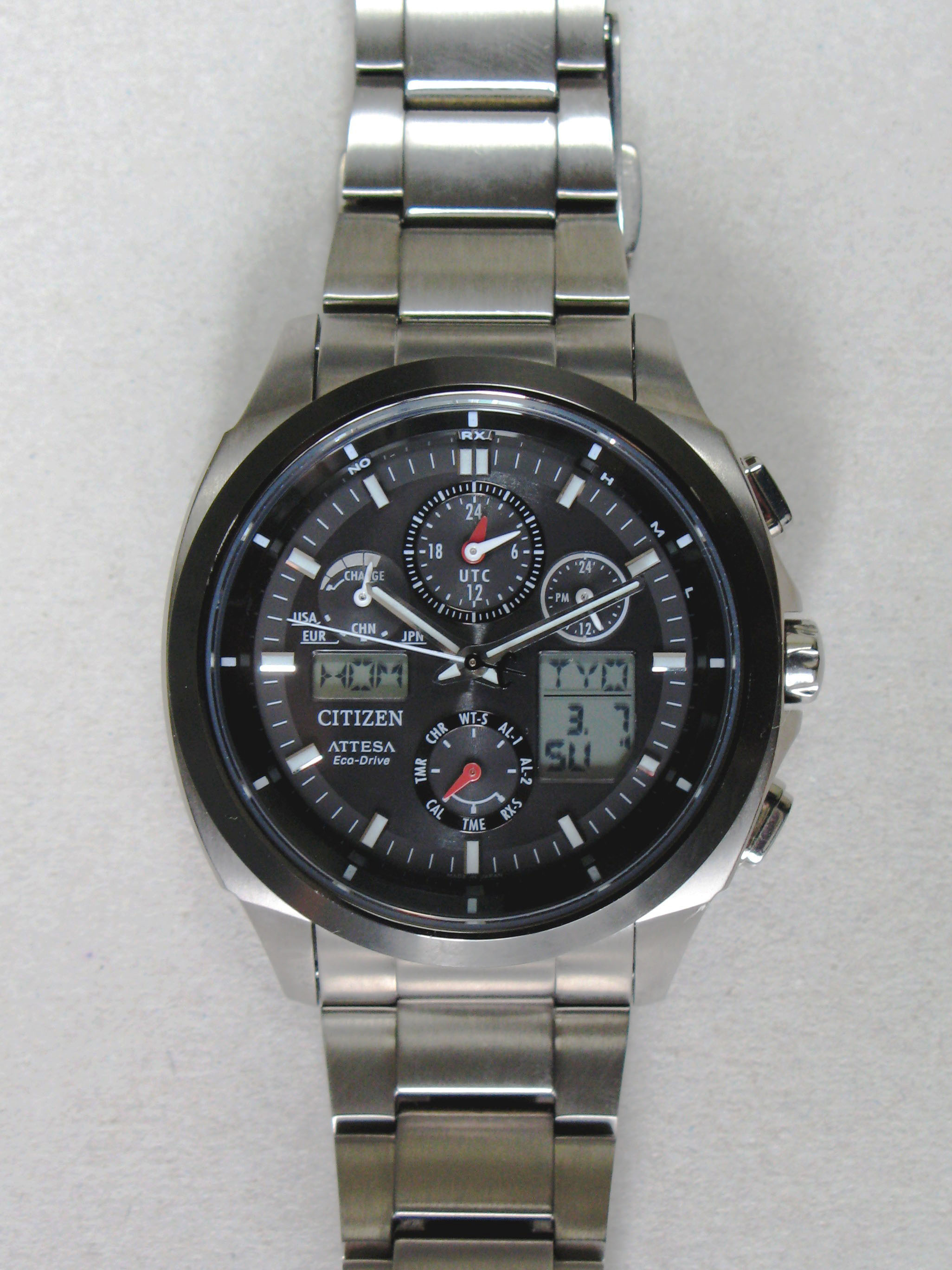
Citizen Atessa Eco-Drive ATV53-3023 analog-digital cronòmetre amb 4 àrees Radio-Controlades (Amèrica del Nord, Europa, Xina, Japó).